# یونس حمامی لاله‌زار

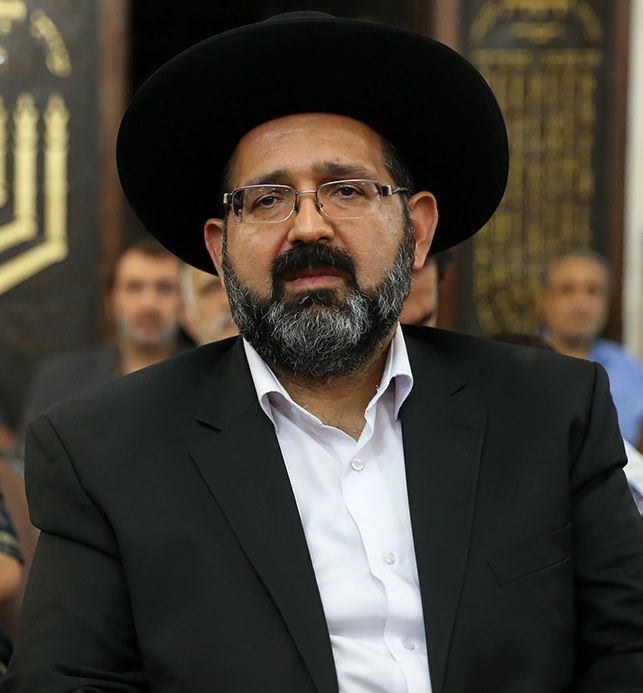
نگاره‌ای از یونس حمامی لاله‌زار - خرداد ۱۳۹۷

یونس حمامی لاله‌زار، پزشک و حاخام اعظم جامعه یهودیان ایران است. او در یک خانواده مذهبی یهودی در یزد به دنیا آمد. پدر او موسی حمامی از تاجران معروف بازار یزد بود.

## زندگی‌نامه
یونس حمامی لاله‌زار در سال ۱۳۴۶ در یک خانواده مذهبی یهودی در یزد به دنیا آمد. او تحصیلات ابتدایی را در مدرسه آلیانس (اتحاد) یزد به پایان برد. سپس برای تحصیلات متوسطه به تهران آمد و در مدرسه آلیانس تهران دوره متوسطه را به پایان برد. در سال ۱۳۶۴ وارد دانشکده پزشکی دانشگاه شهید بهشتی شد. در سال ۱۳۷۱ مدرک دکترای عمومی و در سال ۱۳۸۰ مدرک تخصص پزشکی خود را از این دانشگاه اخذ کرد.
یونس حمامی از سال ۱۳۵۹ همزمان با تحصیلات عمومی، تحصیل مذهبی خود را آغاز نمود. او نزد چندین خاخام معروف یهودی نظیر موسی ریونی، صیون حکاکیان، موسی تاجیان، لوی حییم و دیگران اصول دینی یهودی را فراگرفت. او از سال ۱۳۶۰ در مکتب خاخام اوریئل داویدی شروع به تحصیل نمود. از سال ۱۳۶۲ او به شیراز رفت تا نزد هاراو بعل هنث به مطالعه تورات و تلمود بپردازد.
حمامی در سال ۱۳۷۸ با همسرش هلن از خانواده هرمان مقدم (دختر دایی خود) ازدواج کرد و از این ازدواج سه فرزند دختر و یک پسر دارد.
او از سال ۱۳۷۴ به تدریس در کنیسه ابریشمی پرداخت و یکی از مسئولان تیم تلمود تورا کنیسه ابریشمی است.
او همچنین به عنوان مشاور و کارشناس فرهنگی در انجمن کلیمیان فعالیت می‌کند.
او از سال ۱۳۸۶ به درجه خاخامی رسید و توسط خاخام یوسف همدانی کهن و شورای ربانیم ایرانیان یهودی مقیم آمریکا مورد تأیید قرار گرفت.
بدنبال فعالیت‌های فوق او از سال ۱۳۹۵- بعنوان رئیس بت دین و رهبر دینی کلیمیان ایران برگزیده و به مراجع قانونی معرفی گردید
او از سال ۱۳۸۰ به عنوان پزشک متخصص داخلی در بیمارستان و مرکز خیریه دکتر سپیر فعالیت می‌کند.
او از سال ۱۳۷۹ با همکاری آرش ابایی، رامین ستاره‌شناس و سلیمان حکاکیان کتابهای فرهنگ و بینش یهود را در مقطع دبیرستان برای دانش آموزان یهودی تألیف کرد.
ترجمه صیدور (نیاش روزانه یهود)، تألیف مقالات متعدد در ارتباط با یهودیت، تدریس یهودیت در دانشگاه، سرویراستاری فرهنگ لغات فارسی-عبری حییم از دیگر اقدامات وی می‌باشد.